# Jean de Maillard
Jean de Maillard (Saint-Germain-en-Laye, 15 agosto 1951) è un giurista, magistrato e saggista francese.

## Biografia
Dopo aver lavorato come ispettore del lavoro, Jean de Maillard è entrato in magistratura il 21 dicembre 1983.
È vicepresidente del Tribunal de grande instance di Parigi da gennaio 2011.
Dall'inizio degli anni novanta i suoi lavori di ricerca si sono focalizzati sugli effetti della mondializzazione sulla formazione dei legami sociali, specialmente attraverso lo studio delle forme criminali. Egli lavora più in particolare sulle "nuove minacce", la criminalità organizzata, e la criminalità finanziaria e le politiche di sicurezza. Insegna all'Institut d'études politiques de Paris (Sciences Po Paris), nell'ambito del Master "Sécurité internationale" dell'Ecole des Affaires internationales de Paris (Paris School of International Affairs), sulla tematica "spionaggio/intelligence". Il suo corso, in collaborazione con Olivier Chopin, si intitola "Contrôle, surveillance, sécurité, face aux nouvelles menaces" (Controllo, sorveglianza, sicurezza, di fronte alle nuove minacce).
Nel 1995 ha ricevuto il Grand Prix Moron (sezione filosofia) dell'Académie française per il suo libro "Crimes et lois". Il suo saggio Un monde sans loi. La criminalité financière en images è un testo di riferimento in materia di riciclaggio del denaro sporco. Maillard è membro dell'Observatoire géopolitique des criminalités (OGC) e contributore del sito Rue89.

## Opere
- Les beaux jours du crime. Vers une société criminelle ?, 1992, Plon (con Serge Garde)
- Crimes et lois, 1994, Flammarion
- L'avenir du crime, 1997, Flammarion
- La responsabilité juridique, 1999, Flammarion, con Camille de Maillard
- Un monde sans loi. La criminalité financière en images., 1999, Éditions Stock, ISBN 2-234-04827-3
- Le Rapport censuré. Critique non autorisée d'un monde déréglé (con la collaborazione di Jean-Christophe Veyrier), 2004, Flammarion
- L'arnaque : la finance au-dessus des lois et des règles , 2010, Gallimard ISBN 9782070120185
- La fabrique du temps nouveau : entretiens sur la civilisation néolibérale, 2011, Temps présent, con Karim Mahmoud-Vintam